# Final Fantasy XIII
Final Fantasy XIII (japanisch ファイナルファンタジーXIII Fainaru Fantajī Sātīn) ist der dreizehnte Teil der Computer-Rollenspiel-Reihe Final Fantasy. Es ist der erste Final-Fantasy-Teil, der von Square Enix für die PlayStation 3 und die Xbox 360 entwickelt wurde.
Final Fantasy XIII ist das zentrale Spiel der Serie Fabula Nova Crystallis – Final Fantasy und wurde erstmals am 17. Dezember 2009 in Japan veröffentlicht.

## Produktionsdetails
Square Enix hatte die Entwicklung ursprünglich für die PlayStation 2 begonnen. Doch da sich die Veröffentlichung von Final Fantasy XII immer weiter verzögerte, ein Teil des Teams bereits für die PS3 programmierte und man von der Final-Fantasy-VII-Tech-Demo so beeindruckt war, entschied man den 13. Teil für die PlayStation 3 zu entwickeln. An der Entwicklung von Final Fantasy XIII waren Motomu Toriyama als Direktor, Yoshinori Kitase als Produzent, Tetsuya Nomura als Charakter-Designer und Masashi Hamauzu als Komponist beteiligt.
Final Fantasy XIII wurde erstmals offiziell auf der E3 2006 im Rahmen der dort stattfindenden Pressekonferenz von Sony vorgestellt. Zu diesem Zeitpunkt gab es noch keine spielbare Version, weshalb die Präsentation in Form eines Trailers, der verschiedene Spielausschnitte zeigte, erfolgte. Nach Angaben von Square Enix habe es sich bei allen gezeigten Szenen um Ingame-Material gehandelt. Dabei wurde ein Entwicklerteam mit der Entwicklung der plattformübergreifenden „White-Engine“ beauftragt, die in Final Fantasy XIII verwendet werden sollte. Der Produzent Kitase sagte über die Engine: „Ein Team aus Experten wurde extra dafür aufgestellt, eine Engine zu entwickeln, die viele Elemente gleichzeitig auf dem Bildschirm, kinoreife Sequenzen, Physik und Spezialeffekte handhaben kann. Wir nennen diese Entwicklung ‚White Engine‘“.
Das Spiel erschien am 17. Dezember 2009 in Japan für die PlayStation 3 und am 9. März 2010 in Nordamerika und Europa, wo es außer für die PlayStation 3 auch für die Xbox 360 veröffentlicht wurde. Am 9. Oktober 2014 erschien auch eine Windows-PC-Version via Steam. Von einer Veröffentlichung auf der Xbox 360 in Japan wurde aufgrund der dort nur geringen Verbreitung abgesehen.
Im November 2018 gab Square Enix bekannt, dass die gesamte Final Fantasy XIII-Triolgie, und somit auch Final Fantasy XIII selbst ab diesem Zeitpunkt auf der Xbox One durch Rückwärtskompatibilität mit grafischen Verbesserungen gespielt werden kann. Sowohl die Disc- als auch die digitale Version werden hierbei unterstützt.

### Technik
Final Fantasy XIII wurde zunächst ausschließlich für die PlayStation 3 entwickelt. Nach einiger Entwicklungszeit gab Square Enix schließlich bekannt, dass das Spiel in Nordamerika und Europa auch auf der Xbox 360 erscheinen solle, die PlayStation-3-Version jedoch weiterhin Priorität habe. So wurde es mit gewissen Einbußen schließlich auf die Xbox 360 portiert. Unterschiede bestehen sowohl bei der Ingame-Grafik als auch in den Rendersequenzen, die auf der PS3 in 1080p, auf der Xbox 360 aber nur in 576p verfügbar sind. Auch die native Auflösung des Spiels beträgt auf der Xbox 360 nur 576p gegenüber 720p auf der PS3. Die Xbox-360-Version wurde stärker komprimiert, damit sie noch auf 3 DVDs passt.
Publikationen, die beide Versionen verglichen, sahen die PlayStation-3-Version stets als technisch besser an. So sind in der PS3-Version mehr Schatten enthalten als in der Xbox-Version und es können wesentlich mehr Details erkannt werden. Von diversen Testern wurden besonders bei der Darstellung der Haare Unterschiede festgestellt, die in der PS3-Version natürlicher wirken sollen als auf der Xbox.
In der Xbox-One-Version wurden weitere Verbesserungen vorgenommen, so läuft das Spiel im Allgemeinen stabiler und die Auflösung wurde erhöht (bis zu 4K-Auflösung).

### Musik
Die Musik des Spiels wurde von Masashi Hamauzu komponiert.
Mit der Ankündigung des Veröffentlichungstermins von Nordamerika und Europa gab Square Enix bekannt, dass dort als Titellied nicht mehr Kimi ga Iru kara (君がいるから) von Sayuri Sugawara aus der japanischen Version des Spiels verwendet wird, sondern My Hands von Leona Lewis.

## Spielprinzip
Wie in Final Fantasy XII gibt es keine Zufallskämpfe und die Gegner bewegen sich jederzeit sichtbar durch die Umgebungen. Die Kämpfe finden jedoch im Unterschied zum Vorgänger nicht mehr direkt auf der Karte, sondern wie in älteren Teilen auf einem eigenen Kampfbildschirm statt. Gegner können mit einem Präventivschlag angegriffen werden, wenn sie berührt werden, während sie der Spielfigur den Rücken zudrehen. Dies funktioniert jedoch nicht bei Gegnern, die über hohe Reflexe verfügen. Die Spielfigur kann außerdem bei blauen Markierungen auf der Karte springen. Bei gelben Markierungen ist ein Sprung nur mit Hilfe eines Chocobos möglich. In der Spielwelt sind, wie auch in anderen Final-Fantasy-Teilen, Schatzkisten mehr oder weniger versteckt verteilt.

### Charakterentwicklung
Durch Kämpfe erhält man in Final Fantasy XIII neben von Gegnern hinterlassenen Gegenständen auch Erfahrungspunkte, die im Spiel Kristallpunkte genannt werden. Während Gegenstände nach dem Zufallsprinzip ausgeschüttet werden, gibt es immer eine bestimmte Anzahl Kristallpunkte nach einem Kampf. Die Kristallpunkte werden zur Weiterentwicklung der Fertigkeiten und Statuswerte der Charaktere im sogenannten Kristarium genutzt. Diese Charakterentwicklungsansicht ähnelt dem Sphärobrett in Final Fantasy X, allerdings wird das Kristarium dreidimensional dargestellt. Jeder Charakter hat sein eigenes individuell gestaltetes Kristarium, das für jede der sechs Charakterrollen über einen eigenen Abschnitt verfügt. Die Abschnitte überschneiden sich nicht. Aufgrund des jeweils individuellen Kristariums ist es in diesem Teil nicht möglich, dass jeder Charakter alle Fertigkeiten lernt. Es ist außerdem von vornherein festgelegt, wie sich die Charaktere in den einzelnen Rollen entwickeln. Eine Individualisierung bei der Charakterentwicklung besteht somit nur in der Reihenfolge und Priorisierung der Entwicklung der einzelnen Rollen. Allerdings gibt es auch dabei Einschränkungen, da die Charaktere erst im Laufe des Spiels Zugriff auf alle Rollen erhalten.

### Kampfsystem
Grundsätzlich basiert das Kampfsystem in Final Fantasy XIII auf dem bekannten Active-Time-Battle-System, das schon in vielen Teilen der Final-Fantasy-Reihe zum Einsatz kam und für dieses Spiel weiterentwickelt wurde. In Final Fantasy XIII muss man nicht notwendigerweise warten, bis die ATB-Leiste des Charakters voll ist, um einen Angriff auszuführen. Erreicht der ATB-Balken in der (zu Beginn des Spiels gedrittelten) ATB-Leiste einen bestimmten Punkt, kann man bereits einfache Angriffe und Zauber ausführen. Die gewählte Attacke legt sich dann in den ersten von drei freien Slots. Für stärkere Angriffe benötigt man entsprechend mehr Teile des ATB-Balkens. Der Zauber Feuer beispielsweise belegt ein ATB-Element, während das stärkere Feuga drei ATB-Elemente in Anspruch nimmt. Es können so viele Befehle ausgewählt werden, bis die ATB-Leiste voll belegt ist, wobei die Auswahl manuell oder automatisch erfolgen kann. Diese Befehle werden dann nacheinander vom Charakter ausgeführt. Dabei kann der Spieler stets nur einen der Charaktere auf diese Weise steuern, die anderen verhalten sich programmgesteuert gemäß der ihnen zugewiesenen Rollen, zum Beispiel als ein Magier mit Angriffszaubern, ein Magier mit Heilzaubern oder ein Nahkämpfer.
Eine weitere Neuerung ist der Paradigmen-Wechsel. Eine Kombination von bis zu drei (gleichen oder verschiedenen) Rollen, die der Spieler zwischen den Kämpfen zusammenstellen kann, wird Paradigma genannt. Im Kampf können diese Paradigmen dann jederzeit gewechselt werden, beispielsweise von einer offensiven Aufstellung mit drei Angreifern zu einer extrem defensiven mit zwei Verteidigern und einem Heiler. Diese Paradigmen-Wechsel stellen ein essentielles taktisches Element für die Kämpfe in Final Fantasy XIII dar.
Ein weiteres Taktikelement ist der sogenannte Serienbonus: Jeder Gegner besitzt zusätzlich zu seiner Trefferpunktanzeige einen Serienbalken, der durch Angriffe nach und nach aufgeladen wird. Ist der Balken vollständig gefüllt, wird der Gegner für eine gewisse Zeit in einen Schock genannten Zustand versetzt, in dem weitere Angriffe auf ihn wesentlich effektiver sind als gewöhnlich.
Nach jedem Kampf wird ein Statistikbildschirm mit einer Kampfbilanz eingeblendet, auf dem die Leistung des Spielers mit einem Fünf-Sterne-System bewertet wird. Die Bewertung hat Einfluss auf die vom Gegner hinterlassenen Gegenstände.

#### Beschwörungen
In diesem Teil der Serie gibt es sechs verschiedene Esper, von denen jeder Charakter eine bestimmte beschwören kann. Es kann nur die jeweilige Esper des Gruppen-Anführers gerufen werden, da nur dieser steuerbar ist. Von den sechs verschiedenen Espern sind vier (Alexander, Bahamut, Odin und Shiva) schon in früheren Teilen der Serie vorgekommen und zwei (Brynhildur und Hekatoncheir) sind vollkommen neu. Eine Besonderheit bei Shiva darin besteht, dass sie zum ersten Mal aus zwei Geschöpfen besteht. Wird eine Esper beschworen, verlassen die beiden anderen Kampfmitglieder das Kampffeld. Auch wird der steuerbare Charakter vollständig geheilt.
Im Kampf gilt es nun eine Metamorph-Leiste möglichst hoch zu treiben, bevor der ESP-Wert des Esper auf 0 sinkt und sie verschwindet. Durch Auslösen des Metamorph-Modus transformiert sich die Esper in eine andere Form, z. B im Fall von Odin in ein Pferd. Nun können relativ starke Attacken bis zum Ablauf der Metamorph-Zeit ausgeführt werden. Nach dem Ende des Metamorph-Modus verschwindet die Esper und die anderen Gruppen-Mitglieder betreten wieder vollständig geheilt den Kampfplatz.

## Spielwelt
Die Spielwelt von Final Fantasy XIII besteht aus zwei Teilwelten. Zum einen Grand Pulse, einem Planeten, und zum anderen Cocoon. Dabei ist Grand Pulse nach der Schöpfergottheit Pulse benannt, die gemäß der Mythologie von Final Fantasy XIII die Welt geschaffen hat. Laut einer Legende Cocoons gibt es nicht nur Pulse, sondern auch eine nicht näher benannte Schöpfergottheit, die von den Fal’Cie Cocoons angebetet wird; ebenfalls wird in dieser Legende erwähnt, dass sich Fal’Cie aus dem Fleisch dieser Gottheit bildeten und die Menschen aus ihrem Blut. Cocoon hingegen ist ein künstlicher, durch Fal’Cie geschaffener kugelförmiger Satellit von Grand Pulse, der stationär über diesem schwebt. Dabei befinden sich die Städte Cocoons im Inneren der Kugel. In Cocoon ermöglichen Fal’Cie den dort lebenden Menschen ein sorgen- und gefahrfreies Leben, wohingegen auf Grand Pulse keine Menschen mehr leben und die weitläufige Oberfläche nur von Ruinen durchsetzt ist. Zur Zeit der Spielgeschichte ist Grand Pulse nur noch von Monstern bevölkert, was daran liegt, dass die Fal’Cie dort willkürlich L’Cie erwählen. L’Cie sind Auserwählte der Fal’Cie, die eine Bestimmung bekommen. Erfüllen sie diese Bestimmung, enden sie als Kristall, ansonsten als Monster namens Cie’th.

### Cocoon
Bis auf Kapitel 11 spielen alle der 13 Kapitel umfassenden Geschichte auf Cocoon. Kapitel 13 hat dabei eine Sonderstellung, da man dort abseits des Hauptplots des Spiels auch zur Erledigung von Nebenmissionen nach Grand Pulse zurückkehren kann. Die Orte von Cocoon, die während des Spiels gezeigt werden, sind von ihrem Aussehen her sehr unterschiedlich. Während des Spiels gibt es militärische Basen im Untergrund, kristallisierte Seen, Mülldeponien mit Überresten aus Grand Pulse, die dort abgelegt wurden, nachdem Cocoon im Zuge eines Krieges beschädigt und mit diesen Teilen repariert wurde. Außerdem gibt es verschiedene Arten von Wäldern und Städten, die von der maritimen Hafenstadt über die florierende Handelsstadt (Palumpolum) bis zur hochentwickelten Hauptstadt Kapitol Eden reichen. Dabei passt sich das Aussehen der unmenschlichen Gegner stets der Umgebung an.

### Grand Pulse
Grand Pulse, das in den Kapiteln 11 und 13 besucht wird, unterscheidet sich deutlich von Cocoon. So gibt es dort weitläufige Steppenflächen, Gebirge, Bergwerksstollen, Kristallwüsten und Quellen neben ein paar Ruinen, die von Menschen stammen, die dort vor der Erschaffung von Cocoon lebten. Diese sind aber inzwischen alle dorthin übergesiedelt oder wurden durch die Pulse-Fal’Cie ausgerottet, indem diese die Menschen für Kleinigkeiten zu L’Cie machten, die Menschen an den gestellten Aufgaben jedoch scheiterten und so erst zu Cie’th und schließlich zu Cie’th-Statuten wurden, die über ganz Grand Pulse verteilt sind. Die Fal’Cie von Pulse benutzten die dort lebenden Menschen bevorzugt zur Erlegung bestimmter starker Monster. Bestimmte Statuen auf Grand Pulse stellen auch eine Teleporter-Funktion bereit, sobald ihre Aufgabe erfüllt wurde. So gibt es auf Grand Pulse ein ganzes Netz von Teleport-Statuen, die die weitläufigen Wege abkürzen.

## Handlung

### Charaktere

#### Hauptfiguren

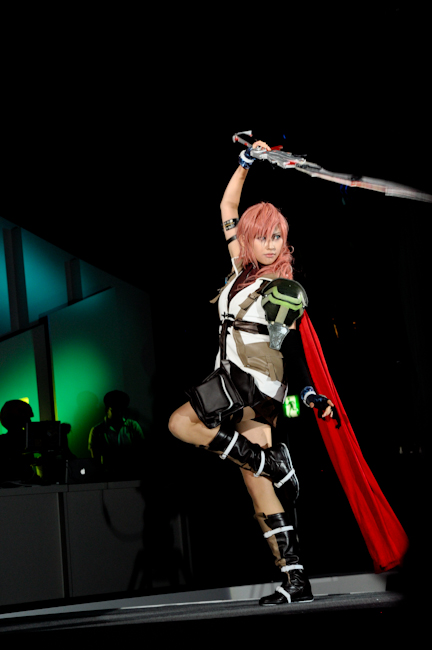
Cosplayerin als Lightning

- Lightning (dt. Blitz) ist die Protagonistin in Final Fantasy XIII. Ihr richtiger Name lautet Éclaire Farron (エクレール・ファロン, Ekurēru Faron). Sie war früher eine aufstrebende Soldatin der Schutzgarde und wählte den Decknamen Lightning, nachdem ihre Eltern starben. Sie stammt aus Cocoon, wurde allerdings als deren Feind erklärt, als sie aus der Armee austrat, um an der Purgation teilzunehmen, um ihre Schwester Serah zu retten, die von dem Pulse-Fal’Cie Anima zu einem L’Cie gemacht wurde. Lightning wurde ebenfalls durch den Fal’Cie Anima zu einem Pulse-L’Cie. Lightnings Esper ist Odin.

- Snow Villiers (スノウ・ヴィリアース, Sunō Viriāsu) ist ein großer, blonder Mann. Seine bevorzugte Waffe sind seine Fäuste. Er ist der Verlobte von Serah und macht sich wie Lightning auf den Weg, um Serah zu retten. Snow ist wie Lebreau und Gadot, mit denen er aufgewachsen ist, eine Waise. Zusammen mit Lebreau, Gadot, Maqui und Yuj bildet er die Organisation NORA, die gegen die Purgation ist. Seine Esper sind die Shiva-Schwestern.

- Oerba Dia Vanille (ヲルバ＝ダイア・ヴァニラ, Oruba-Daia Vanira) ist ein Mädchen mit roten Haaren, das aus Oerba auf Grand Pulse stammt. In Gegenwart anderer Personen ist Vanille immer fröhlich und nett, jedoch verbirgt sie einige Dinge in einem dichten Geflecht aus Lügen. Ihre Esper ist Hekatoncheir.

- Hope Estheim trägt einen kurzen, gelben Umhang und ist bis zum Tag der Purgation ein gewöhnlicher Junge, der von seinen Eltern vor den Gefahren der Welt behütet wird. Er lernt Vanille im Purgations-Zug kennen und freundet sich relativ schnell mit ihr an. Seine Beziehung zu Snow hingegen ist sehr angespannt, da er diesen für den Tod seiner Mutter verantwortlich macht. Seine Esper ist Alexander.

- Oerba Yun Fang stammt aus demselben Dorf auf Pulse wie Vanille. Fang kämpft mit einem Stab mit Klingen an den Enden. Sie arbeitet zeitweise mit dem Militär zusammen, obwohl auch sie eine L’Cie ist. Ihre Esper ist Bahamut.

- Sazh Katzroy (サッズ・カッツロイ, Sazzu Kattsuroi) ist ein dunkelhäutiger Mann mittleren Alters, der Lightning kennenlernt, als diese sich freiwillig in die Purgation begibt. Sazh ist ein fürsorglicher Mann mit weichem Herz und großem Sinn für Gerechtigkeit. Neben zwei Pistolen, die Sazh als Waffe trägt, hat er ein Chocobo-Küken bei sich, das in seinen Haaren lebt. Sein Sohn Dajh wurde zu einem Sanktum L’Cie. Das Militär von Cocoon nimmt Dajh mit, um mit ihm Forschung zu betreiben. Seitdem versucht Sazh fieberhaft Dajh zurückzuverwandeln, in der Hoffnung, so wieder seiner Vaterrolle nachgehen zu können. Als sie sich wiedersehen, verwandelt sich Dajh in den Armen von Sazh in einen Kristall. Seine Esper ist Brynhildur.

#### Gegenspieler
- Yaag Rosch ist Leutnant des PSIKOM. Die Rolle des silberhaarigen Rivalen von Lightning und ihren Gefährten ist mit jener der Turks aus Final Fantasy VII vergleichbar. Auch Yaags Ziel ist Frieden für die Bürger in Cocoon. Allerdings stößt er mit seiner Vorgehensweise immer wieder mit der Heldengruppe zusammen.

- Jihl Nabaat: Auch Jihl gehört zur Armee und ist Kommandantin der PSIKOM-Soldaten. Ihr Aufstieg innerhalb der Armee verlief konstant und mühelos. Sie ist schön, aber auch grausam und herzlos. Yaag Rosch ist ihre rechte Hand.

- Galenth Dysley/Fal’Cie Barthandelus ist der Primarch des Sanktums, der theokratischen Regierung von Cocoon. Er wacht darüber, dass die L’Cie ihr Schicksal erfüllen und Cocoon zerstören.

#### Nebenfiguren
- Team NORA: Die Abkürzung NORA steht für „Nieder mit Obligationen, Regeln und Autorität“. Das Team besteht aus dem schwarzhaarigen Mädchen Lebreau (レブロ, Reburo), dem muskelbepackten, rothaarigen Gadot (ガドー, Gadō), dem blonden Jungen Maqui (マーキー, Mākī) und Yuj (ユージュ, Yūju). Das Oberhaupt der Widerstandsgruppe ist Snow Villiers. Viele weitere Mitglieder haben im Widerstandskampf bereits ihr Leben gelassen. Das Hauptquartier von Team NORA liegt an einem Strand in Cocoon, der außerhalb des Machtgebietes der Regierung liegt.[12]
- Serah Farron: Sie ist die Schwester von Lightning und die Verlobte von Snow. Sie wird von Fal’Cie Anima zu einem L’Cie gemacht und verwandelt sich zu Beginn des Spiels in einen Kristall.
- Cid Raines: Er ist Brigadegeneral des Jagdgeschwaders, einer relativ unabhängig operierenden Division der Schutzgarde, und der Kommandant ihrer fliegenden Basis, der Lindblum.
- Amodar: Im Sicherheitsregiment Bodhum ist er als Leutnant tätig und war somit Lightnings Vorgesetzter. Er zeichnet sich besonders durch seine Fürsorge für die Soldaten seiner Einheit aus. Dies zeigt sich beispielsweise beim Feuerwerk in Bodhum.
- Nora Estheim: Nora Estheim ist die Mutter von Hope Estheim. Der Anführer Snow Villiers animiert ihre Kampfmotivation und verteilt Waffen an fähige Mitstreiter, sogar an Kinder. Auch Nora Estheim meldet sich freiwillig für den Kampf, obwohl Hope dies missfällt. Während der heftigen Attacken auf beiden Seiten wird die Brücke zerbombt und Nora stürzt in die Tiefe. Snow kann ihre Hand eben noch greifen, aber sie gleitet ihm dann doch aus den Fingern und stirbt.

### Geschichte

#### Vorgeschichte

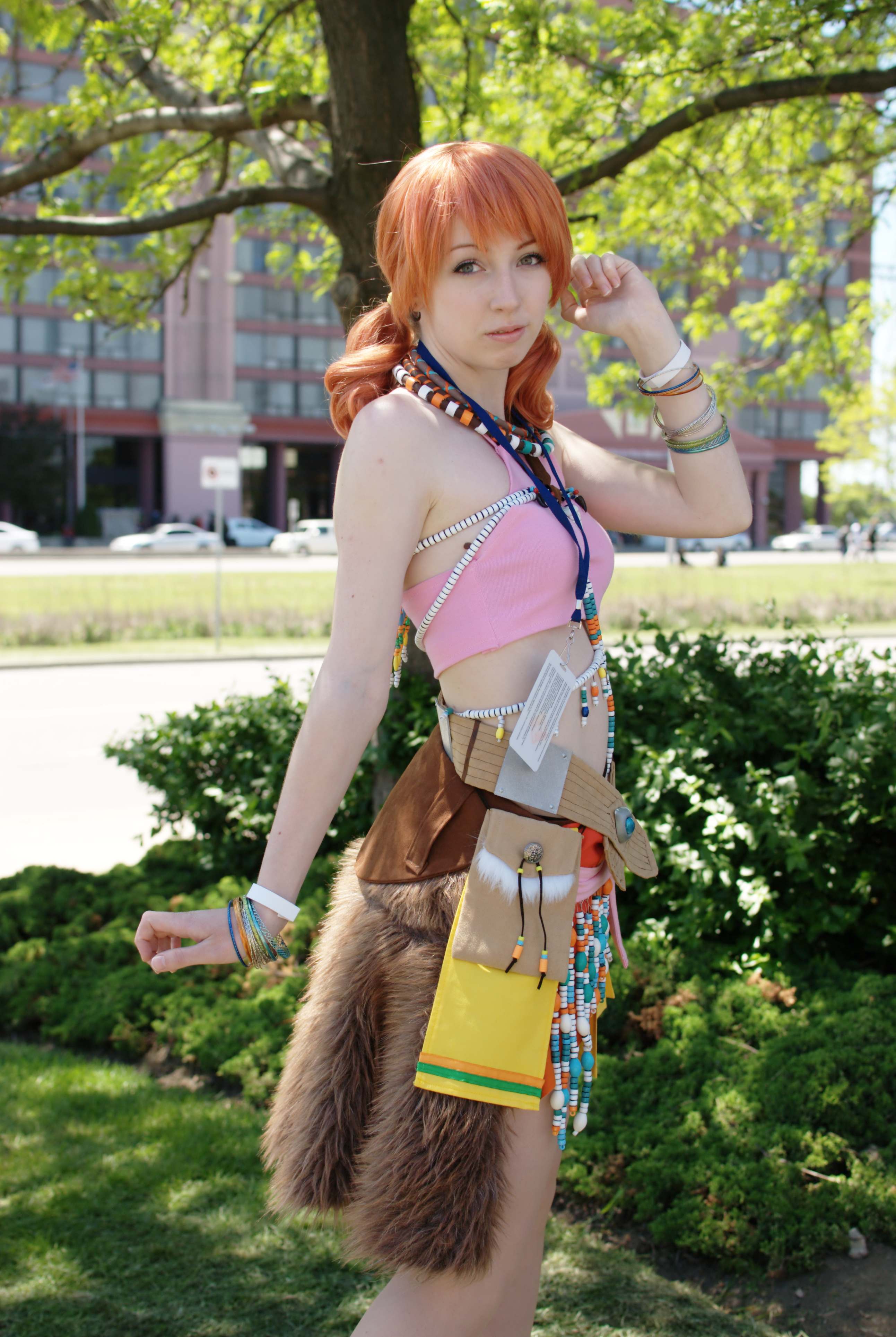
Cosplayerin als Oerba Dia Vanille

Die Handlung des Spiels beginnt zunächst am 13. Tag der Geschichte, als Lightning und Sazh den Zug der Purgation zu stoppen versuchen. Die Purgation ist eine angebliche Umsiedelung nach Grand Pulse, die jene Personen betrifft, die sich in der Nähe eines Pulse-Fal’Cie aufhielten, als dieser entdeckt wurde. In Wahrheit ist das Ziel der Purgation jedoch die Tötung der Insassen des Zugs. Die eigentliche Handlung des Spiels beginnt jedoch 13 Tage zuvor mit dem Erwachen von Fang und Vanille aus einem Kristallschlaf. Am Tag danach lernt Snow erstmals Lightning kennen, die Schwester seiner Verlobten Serah. Lightning ist jedoch nicht begeistert über die Wahl ihrer Schwester, da sie Snow für einen aufgeblasenen Angeber hält, und empfiehlt Serah, ihn zu verlassen. Durch das Erwachen von Fang und Vanille öffnet sich ein Pulse-Residuum in der Hafenstadt Bodhum. Serah entdeckt und erkundet dieses, wird bei der Erkundung jedoch durch den Fal’Cie Anima zu einer L’Cie. An Tag vier kann Fang sich weiter nicht an ihre Bestimmung erinnern, während Vanille nur vorgibt, als habe sie alles vergessen. Zwar ist das Stigma von Fang erloschen, das von Vanille ist jedoch noch aktiv. Damit Vanille nicht als Cie’th endet, müssen beide ihre Bestimmung wiederfinden. Deshalb besuchen beide am fünften Tag der Handlung das Kraftwerk in der Eyride-Klamm, da sie hoffen, durch den dort vorhandenen feindlichen Cocoon-Fal’Cie Kjata ihre Erinnerung zurückzuerhalten. Doch auch in der Nähe des Fal’Cie erhalten Fang und Vanille ihre Erinnerung nicht zurück, jedoch spürt der Fal’Cie die Anwesenheit der Pulse-L’Cie und ergreift Abwehrmaßnahmen, indem er Dajh, den Sohn von Sazh, zu einem L’Cie macht. Sazh war mit Dajh zufällig zur gleichen Zeit in der Eyride-Klamm, da Dajh einen Fal’Cie sehen wollte. Fang verhilft Vanille zur Flucht, indem sie sich alleine den Soldaten in den Weg stellt und diese aufhält. Durch den Zwischenfall in der Eyride-Klamm kommt es im nahen Bodhum zu Unruhen und es gibt Gerüchte über einen Anschlag durch Pulse-L’Cie. Die Unruhe entsteht durch die jahrhundertealte Angst der Menschen vor einer Invasion aus Pulse.
Später gelingt auch Fang die Flucht aus der Eyride-Klamm und die Rückkehr nach Bodhum. Dabei stellt sie fest, dass Vanille nicht im Residuum ist. Auf der Suche nach ihr in Bodhum wird Fang durch das Jagdgeschwader, eine der Armeen von Cocoon, erfasst. Dessen Brigadegeneral, Cid Raines, erklärt ihr seine Zweifel gegenüber der Regierung, dem Sanktum, und bietet ihr Hilfe an. Zwar vertraut Fang Cid nicht, jedoch braucht sie Hilfe, um Vanille zu finden. Am siebten Tag erzählt Serah Snow, dass sie zu einer L’Cie geworden sei und ihn deshalb verlassen wolle. Snow jedoch schwört trotz allem, immer an ihrer Seite zu bleiben. Am Abend des achten Tages teilt Jihl Nabaat Sazh die Ergebnisse der Untersuchung von Dajh mit, die sie aufgrund ihrer Tätigkeit beim PSIKOM, einer weiteren Armee Cocoons, geleitet hatte. Danach hat Dajh die Fähigkeit erhalten, Schwingungen aus Pulse zu spüren, jedoch war das PSIKOM nicht in der Lage, seine Bestimmung zu ergründen, was zu seinem Lebensende als Cie’th führen würde. Am neunten Tag trifft Vanille zufällig Serah am Strand von Bodhum. Serah weiß nicht, dass ihr Schicksal und das von Vanille in gewisser Weise miteinander verknüpft wurden, als Serah zu einer L’Cie wurde. Vanille fühlt sich dafür verantwortlich, dass Serah und Dajh zu L’Cie wurden, hat jedoch nicht genug Mut, um sich bei Serah zu entschuldigen. Serah tröstet Vanille, da sie die Wahrheit noch nicht kennt, was jedoch nur dazu führt, dass Vanille ihrer Bestimmung noch mehr entfliehen will, da sie dem von Serah so geliebten Cocoon keinen Schaden zufügen will. Am darauffolgenden Tag kauft Snow zwei Halsketten für sich und Serah und beschließt, dieser am nächsten Tag einen Heiratsantrag zu machen, ihr zu helfen und sie zu beschützen. Serah sucht währenddessen ein Geschenk für Lightning, die zwei Tage später Geburtstag hat. Nachdem Serah Lightning das Geschenk gegeben hat, möchte sie ihrer Schwester auch beichten, dass sie zu einer L’Cie geworden ist.
Am elften Tag möchte Dajh plötzlich einen Ausflug nach Bodhum unternehmen. Dies wird von Nabaat genehmigt, da sie glaubt, dass Dajh Schwingungen aus Grand Pulse bemerkt haben könnte. Davon merkt Dajh jedoch nichts, sondern nur die Sorgen seines Vaters Sazh, der diese nicht vor ihm verbergen kann. Neben Dajh und Sazh betrachtet auch Hope mit seiner Mutter zusammen ein Feuerwerk, weshalb er extra aus Palumpolum nach Bodhum gereist ist. Zur gleichen Zeit macht auch Snow Serah einen Heiratsantrag, den diese voller Freude annimmt. Jedoch hat Serah weiterhin keine Ahnung, was ihre Bestimmung sein könnte. Sie hat Lightning immer noch nichts von ihrem Schicksal erzählt, doch sie hat das Gefühl, mit Snow zusammen alles schaffen zu können. Anschließend wünschen sich beide vor dem Feuerwerk etwas, da solche Wünsche angeblich in Erfüllung gehen. Während der Großteil der Bevölkerung das Feuerwerk betrachtet, entdeckt das PSIKOM das Pulse-Residuum und entsendet einen Expeditionstrupp in das Innere. Dieser berichtet von der Entdeckung eines Pulse-Fal’Cie. Kurz darauf bricht jedoch der Kontakt zum Expeditionstrupp ab, was das Sanktum dazu verleitet, davon auszugehen, dass die Soldaten zu Pulse-L’Cie geworden sind. In der Folge wird das Residuum durch das Sanktum versiegelt und die Purgation angeordnet. Am nächsten Tag, dem Geburtstag von Lightning, gesteht Serah ihrer Schwester schließlich, dass sie zu einer L’Cie geworden ist und dass sie einen Heiratsantrag von Snow angenommen hat. Doch Lightning glaubt Serah nicht und weist sie und Snow ab. Daraufhin begeben sich Snow und Serah erneut zum Pulse-Residuum, da Snow den Fal’Cie aufsuchen möchte, um Serahs Bestimmung zu erfahren und sie so davor bewahren möchte, zu einem Cie’th zu werden. Beim Residuum wird Serah jedoch durch den Fal’Cie gefangen genommen. Snow begibt sich nun erneut zu Lightning und erzählt ihr, was passiert ist. Nun versucht auch Lightning, Serah zu retten.
13 Tage nach dem Erwachen von Fang und Vanille beginnt schließlich die Purgation. Diese wurde angeordnet, da das Sanktum befürchtet, alle Einwohner Bodhums könnten durch den Fal’Cie verseucht sein. Deshalb sollen nun alle Einwohner Bodhums und der Pulse-Fal’Cie aus Cocoon entfernt werden. Den Purgations-Teilnehmer wird erklärt, dass sie lediglich an einem anderen Ort migriert werden, obwohl es sich in Wahrheit um eine Deportation zur Tötung der gesamten Bevölkerung Bodhums handelt. Vanille begibt sich freiwillig in die Purgation, da diese laut dem Sanktum in ihrer Heimat Grand Pulse enden soll. Damit versucht sie, weiter vor ihrer Bestimmung zu fliehen. Auch Lightning begibt sich freiwillig in die Purgation, um Serah zu retten. Gleiches gilt für Sazh, der aus eigenen Gründen in die Purgation geht.

#### Hauptgeschichte
Die Verbannung der Bevölkerung Bodhums von Cocoon soll schließlich zu deren Ermordung führen. Dabei leistet Snow mit seiner Bande Widerstand gegen das PSIKOM. Dieser Widerstand ermutigt auch weitere Purgationshäftlinge, darunter die Mutter von Hope, sich dem Kampf gegen das PSIKOM anzuschließen. Jedoch wird der Großteil der Kämpfer und auch Hopes Mutter nach kurzer Zeit getötet. Snow fühlt sich schuldig und will aufgeben, wird jedoch von Gadot, einem Mitglied seiner Bande, wieder aufgebaut und beschließt, wie Lightning und Sazh, sich zum Fal’Cie zu begeben und Serah zu retten. Währenddessen steht auch Hope unter Schock, weil er gesehen hat, wie seine Mutter in den Tod stürzte. Er begibt sich zusammen mit Vanille ebenfalls zum Fal’Cie, um Snow zur Rede zu stellen, da er ihn für den Tod seiner Mutter verantwortlich macht. Nachdem Hope und Vanille Snow im Residuum finden, ist Hope nicht in der Lage, Snow sein Leid zu erklären, wodurch sein Hass auf Snow noch größer wird. Snow merkt von alledem nichts und beschließt, Hope und Vanille vor den Cie’th in dem Residuum zu beschützen.
Währenddessen erklärt Sazh Lightning das Schicksal der L’Cie, wonach es für diese keine Rettung geben würde. Dies macht Lightning sehr wütend. Kurz darauf findet die Gruppe Serah, kurz vor Ablauf ihrer Zeit als L’Cie. Sie äußert als letzten Wunsch, dass Cocoon gerettet werden soll, daraufhin verwandelt sie sich in einen Kristall. Lightnings Trauer wandelt sich in Zorn gegenüber Snow, der weiterhin glaubt, Serah retten zu können. Während des Streits beginnt das PSIKOM das Residuum zu beschießen. Trotz der bestehenden Gefahr begibt sich die Gruppe weiter ins Innere des Residuums, um den Fal’Cie zu finden. Als die Gruppe den Fal’Cie erreicht, bittet Snow diesen, Serah zurückzuverwandeln und bietet ihm dafür an sein L’Cie zu werden. Da der Fal’Cie darauf nicht reagiert, beginnen Lightning und Sazh ihn anzugreifen, der daraufhin erwacht. Kurz vor seinem Ende verwandelt der Fal’Cie die Gruppe noch in L’Cie. Dann stürzen sie samt dem Fal’Cie in die Tiefe. Dort befindet sich der Bresha-See, der durch den Aufprall des Fal’Cie und dessen magische Kräfte kristallisiert. Die ganze Gruppe hat den Sturz überlebt, kann sich jedoch nicht darüber freuen, da sie entdeckt, dass sie zu Pulse-L’Cie geworden sind. Jedoch weiß niemand von ihnen genau, was ihre Bestimmung ist. Das einzige ist eine undurchsichtige Vision eines Wesens namens Ragnarök, das Cocoon angreift. Während die anderen skeptisch sind und eher glauben, dass sie Cocoon zerstören sollen, glaubt Snow weiterhin an Serahs Wunsch und dass es seine Bestimmung ist, Cocoon zu retten, folglich also Ragnarök zu töten. Deshalb bleibt er allein bei Serah zurück, während die anderen weiterziehen. Als Snow von einigen PSIKOM-Soldaten angegriffen wird, erscheinen ihm die Esper-Schwestern Shiva. Diese töten einige Soldaten und greifen dann ihn an. Snow schafft es zwar Shiva zu bezwingen, doch ist er danach so geschwächt, dass er von Soldaten festgenommen werden kann. Unter den Soldaten befindet sich auch Fang, die diesen hilft, obwohl sie eine L’Cie ist. Der Rest der Gruppe versucht derweil in einem Luftschiff zu fliehen, wird jedoch abgeschossen.
Nachdem der Rest der Gruppe abgeschossen wurde, finden sie sich auf einer Müllkippe voller zerstörter Objekte aus Grand Pulse wieder. Lightning sieht zwischen dem Pulse-Fal’Cie, der sie alle zu L’Cie machte und den Sanktum-Fal’Cie Cocoons keinen Unterschied. Deshalb will sie sich in die Hauptstadt Cocoons, Kapitol Eden, begeben und dort den Fal’Cie Eden zerstören, auch wenn das bedeuten würde, gegen den Wunsch ihrer Schwester zu handeln und möglicherweise gegen Snow kämpfen zu müssen. Auf ihrem Weg wird sie nur von Hope begleitet, der hofft durch die Erlebnisse stärker zu werden und schließlich Snow gegenübertreten und diesen zur Rede stellen zu können. Diesem in ihren Augen sinnlosen Vorhaben wollen sich Sazh und Vanille jedoch nicht anschließen. Als sie PSIKOM-Luftschiffe in Richtung Palumpolum fliegen sehen, überlegen beide, ob sie nicht umkehren sollten, um ihren Kameraden zu helfen, beschließen aber, in die entgegengesetzte Richtung durch den Auenwald von Sunleth zum Vergnügungspark Nautilus zu fliehen. Inzwischen fasst Hope den Entschluss, sich mit einem Messer, das ihm von Lightning überlassen wurde, an Snow zu rächen. Doch bevor er Snow ernsthaft mit dem Messer verletzten kann, sieht er schließlich doch ein, dass Snow keine Schuld am Tod seiner Mutter hat.
Im Haus von Hope treffen sich Snow, Lightning, Fang und Hope. Sie überlegen, wie sie weitermachen wollen, als das Haus von einer PSIKOM-Einheit angegriffen wird. Doch gelingt ihnen durch die Hilfe des Jagdgeschwaders in deren Luftschiff die Flucht. In etwa zur gleichen Zeit besuchen Sazh und Vanille den Nautilus-Vergnügungspark. Nachdem Sazh dort zum ersten Mal in seinem Leben Chocobos gesehen hat, beschließt er seine Flucht zu beenden und sich dem PSIKOM zu stellen. Ihm ist dabei durchaus klar, dass dies sehr wahrscheinlich seinen Tod bedeutet, doch möchte er noch ein letztes Mal seinen Sohn Dajh sehen, um ihm von den Chocobos zu erzählen.
Vanille versucht Sazh diese Idee wieder auszureden und überlegt ihm die Wahrheit über das, was in der Eyride-Klamm passiert ist, zu erzählen, als beide plötzlich angegriffen werden. Nach dem Kampf taucht Dajh auf, doch als Sazh ihn voller Freude umarmen möchte, verwandelt sich sein Sohn in einen Kristall. Daraufhin erscheint Jihl Nabaat zusammen mit einem Trupp PSIKOM-Soldaten und überreicht Sazh eine Aufnahme aus der Eyride-Klamm, auf der zu sehen ist, das Fang und Vanille daran schuld sind, dass Dajh zu einem L’Cie wurde. Vanille ergreift die Flucht und Sazh verfolgt sie. Der PSIKOM-Trupp will beide verfolgen, doch Nabaat gibt den Befehl zu warten und den Kampf zwischen beiden L’Cie zu beobachten, damit sie neue Erkenntnisse gewinnen kann. Schließlich werden Vanille und Sazh doch festgenommen, um nach Eden transportiert und dort öffentlich hingerichtet zu werden. Cid Raines, der General des Jagdgeschwaders, glaubt, dass die Sanktum-Fal’Cie so die Bevölkerung beruhigen und die staatliche Ordnung wiederherstellen wollen und dadurch ihre Macht sichern wollen. Die anderen Gruppen-Mitglieder wollen ihre Gefährten jedoch nicht für so etwas missbrauchen lassen und beschließen sie zu retten. Deshalb begeben sie sich auf das Flaggschiff der Sanktum-Flotte, die Palmekia, obwohl es anscheinend eine Falle ist, denn der Primarch des Sanktums, Galenth Dysley, befindet sich an Bord, um alles zu überwachen. Während der eine Teil der Gruppe auf der Suche nach ihnen das Schiff durchstreift, gelingt es Sazh und Vanille sich selbst aus ihrer Zelle zu befreien. Schließlich treffen beide Teile der Gruppe wieder zusammen und sie beschließen das Sanktum und die Fal’Cie zu besiegen und damit das Volk Cocoons über das weitere Schicksal seiner Welt selbst entscheiden zu lassen.
Deshalb begibt sich die Gruppe auf die Brücke, um Dysley zu töten. Doch als sie diese betreten, zeigt dieser seine wahre Gestalt in Form des Fal’Cie Barthandelus und tötet zunächst alle Menschen auf der Brücke, darunter auch Jihl Nabaat, mit Ausnahme der sechs L’Cie. Diese kämpfen nun gegen Barthandelus, doch erscheint dieser unverletzt wieder in der Form von Dysley und teilt der Gruppe ihre Bestimmung mit. Einer aus der Gruppe müsse zu Ragnarök werden und anschließend Cocoon zerstören. Die Bestimmung von Serah sei es bloß gewesen, die Gruppe an einem Ort zu versammeln, und ihr Wunsch Cocoon zu retten sei rein persönlicher Natur gewesen. Anschließend flieht die Gruppe und wird von einem automatisch fliegenden Luftschiff in die fünfte Arche, einem Pulse-Residuum in Eden, gebracht. In dieser Arche sollen die L’Cie zu stärkeren Kämpfern werden, um schließlich Cocoon leichter zerstören zu können. Am Ende der Arche trifft die Gruppe auf Cid Raines, ein Sanktum-L’Cie und hauptsächlich eine Marionette von Barthandelus. Doch um seinen Traum von einem freien Cocoon zu bewahren, beginnt er einen Kampf gegen die Pulse-L’Cie. An dessen Ende erstarrt er schließlich zu Kristall, obwohl er seine eigentliche Bestimmung nicht erfüllt hat. Die Gruppe verlässt daraufhin Cocoon mit einem Luftschiff und begibt sich nach Grand Pulse. Dort entdecken sie, dass die Zivilisation auf dem Planeten bereits Jahrhunderte zuvor untergegangen ist und dass die angebliche Gefährdung von Cocoon nur Propaganda des Sanktums und dessen Fal’Cie ist. Auf Grand Pulse stellt Fang Vanille eine Falle, so dass diese schließlich die Wahrheit beichtet, die sie vor Fang versteckt habe, damit diese sich nicht schuldig fühle, da sich Fang einige Jahrhunderte zuvor in Ragnarök verwandelt und Cocoon angegriffen hatte.
Um einen Weg zu finden von ihrem Schicksal befreit zu werden, begibt sich die Gruppe nach Oerba, dem alten Heimatdorf von Fang und Vanille, doch dieses liegt zerstört inmitten einer Wüste aus Kristallstaub. Währenddessen versinkt Cocoon durch die entstandenen Unruhen im Chaos, was durch eine Rückkehr der Gruppe noch verstärkt werden könnte oder sogar zur Zerstörung von Cocoon führen könnte. Dennoch geht die Gruppe das Risiko ein, da sie auch für sich Cocoon retten möchten und damit die Pläne der Fal’Cie verhindern wollen. Kurz vor dem Eintreffen der Gruppe in Cocoon brechen die Fal’Cie die Siegel der Pulse-Archen in Cocoon auf, wodurch Monster aus Grand Pulse die Bevölkerung von Cocoon attackieren. Währenddessen will das Jagdgeschwader seinen Plan umsetzen und Orphanus, den Batterie-Fal’Cie, der den Fal’Cie Eden mit Energie versorgt, zerstören, doch wissen sie nicht, dass dadurch Cocoon zerstört wird. Zunächst tötet der Kapitän des Jagdgeschwaders, Rygdea, den neu ernannten Primarchen Cid Raines, dem dies inzwischen jedoch egal ist. Die Gruppe macht sich auf, um das Jagdgeschwader daran zu hindern, Orphanus zu zerstören. Als die Gruppe das Innerste des Kapitols Eden erreicht, gibt es plötzlich einen grellen Blitz. Nachdem dieser verschwunden ist, sind alle Soldaten des Jagdgeschwaders zu Cie’th geworden. Im Inneren des Fal’Cie Eden stößt die Gruppe schließlich erneut auf Barthandelus und wird schließlich von Orphanus angegriffen. Die Gruppe zerstört Orphanus, was eigentlich den Untergang Cocoons bedeuten würde, doch akzeptieren Fang und Vanille schließlich ihr Schicksal und werden zu Ragnarök. Doch anstatt Cocoon zu zerstören, erschaffen sie eine riesige Kristallsäule, die Cocoon fortan stützt. In der Folge erwachen schließlich auch alle zu Kristall erstarrten L’Cie, außer Fang und Vanille, aus ihrem Kristallschlaf, so auch der Rest der Gruppe sowie Serah und Dajh.

## Rezeption

### Wertungen
Final Fantasy XIII erhielt 2008 den MTV Game Award in der Kategorie Do Believe The Hype für das am sehnlichsten erwartete Spiel.
Final Fantasy XIII erhielt in der japanischen Famitsu die Wertung 39/40. Einer der Gründe für das knappe Verpassen der Traumwertung war die zu starke Linearität in der ersten Hälfte des Spieles.
Im deutschen Onlinemagazin 4Players beeinträchtigten ähnliche Kritikpunkte die Wertung wesentlich stärker, so dass Final Fantasy XIII nur 76 von möglichen 100 Punkten erreichte. Laut dem Testbericht sei man als Spieler zu sehr eingeschränkt und habe zu wenig Freiheiten. Auf Grund dieses linear vorgegebenen Spielverlaufs wird das Spiel zwar als ein „klasse interaktiver Film“ bezeichnet, worunter die Rollenspielelemente aber zu stark leiden würden.
Computer Bild Spiele gab Final Fantasy XIII eine Bewertung von 1,83. Auch hier wird die zu starke Linearität des Spielverlaufes als Kritikpunkt bewertet.
GamingXP bewertete die PS3-Version mit 89 % und vergab 86 % für die Xbox-360-Variante.

## Nachfolger
Am 18. Januar 2011 kündige Square Enix im Rahmen der „Square Enix 1st Production Department Premiere“ Final Fantasy XIII-2 offiziell an. Das Spiel erschien am 15. Dezember 2011 in Japan, am 31. Januar 2012 in den USA und am 3. Februar 2012 in Europa für PlayStation 3 und Xbox 360.
Mit Lightning Returns: Final Fantasy XIII wurde die Trilogie abgeschlossen. Das Spiel erschien am 21. November 2013 in Japan und China, am 11. Februar 2014 in Amerika und am 14. Februar 2014 in Europa.